# 文化認同
文化認同（英語：cultural identity）是一個人對於自身屬於某個社會群體的認同感。文化認同是文化社會學的一個課題，也與心理學密切相關，是一個人的自我概念及自我認知。這種認同感的對象往往與國籍、民族、宗教、社會階層、世代、定居地方或者任何類型具有其獨特文化的社會群體有關。文化認同不但是個人的特徵，也是具有相同的文化認同或教養的人所組成的群體的特徵。
文化認同是身份認同的其中一個層面，代表著認同某個具獨特文化的群體及他們對文化的理解方式。文化認同與民族認同相似並有重疊，但兩者意義並不相同。當一個人可以接納並且認同某個民族具有的文化，並不代表自身屬於某個民族。又例如文化基督徒，指對基督教的文化認同，而非其信仰價值觀認同。
文化認同是身份傳播理論（Communication theory of identity）的一個子集。其中的公社是四個組成身份的「身份框架」之一，指文化對他們約束，以及不同文化下人們認為他們的生存及生活是倚靠什麼「應有的權利」。所以文化認同是一個人的身份的中心點，意味著他們怎樣看待自己，也意味他們怎樣理解自身和世界的關係。

## 描述
不同的現代文化研究及社會理論也對文化認同作出了調查並且獲得理解。近幾十年，出現了一個新的鑑定形式，它將個人的理解由連貫而整體主題解構為包含多個不同文化身份標識的集合。這些文化標識可能是產生自：地點、性別、種族、歷史、民族、語言、性取向、宗教信仰、族群、美學甚至食物。其中一位作者同時認識到連貫性和碎片化時寫道：
|  | 即使對身份的分類已以殖民化、國家組成或普遍的現代化進程將其清晰編撰歸納為不同的類型，也常常有著很多的緊張和矛盾。有時候那些矛盾是具破壞性的，但他們也可以是具創造力及正面的。 |

人們怎樣與生活中的文化現實進行互動是由一連串的文化複雜性共同建立而成的。國家是文化複雜性的一個很大的因素。因為它為個人的身認同份奠定了基礎，但也可能與文化現實形成對比。文化認同有很多種影響因素，例如一個人的宗教、血統、膚色、語言、社會階級、教育、職業、技能、家庭和政治主張。這些因素互為影響著人們對文化的理解，為一個人的身份認同發展作出或大或小的貢獻。

## 文化舞台
一個人的「文化舞台」或所居住的地方亦是值得留意的，這影響一個人可供選擇相處的文化。周遭的事物、周遭的環境以及該地方的人，也是人們對文化的看法及是否想要接納該文化的重要因素。很多的移民發現他們有一種改變他們的文化以融入當地大多數人的文化的需要。這可能與移民者現時對自身文化的看法有所衝突，當移民者被迫對現行文化的取向作出選擇時，有一些機會可能造成問題。
有些人可能籍著 接受及參與於兩個或多個文化，而適應多個文化。
並沒有規則要求每個人必須只堅持接納一種文化。很多人也不單單與擁有相同文化的群體在一起，也與不同文化的群體進行社交活動或互相交流。因此，文化認同可以具有不同的形式，也可以因應身處的文化而轉變。自從互聯網及社交媒體的出現，文化舞台帶來的影響的性質也出現改變，它鼓勵及促使對同一文化抱有興趣的人聚集在一起，並且使人們更容易傾向於改變他們的文化認同。這種可塑性亦使人們不論他們身在何處，也會感覺自身是社會的一分子。

## 發展情況
在世界某些地方，文化之間的區別可以十分細微，尤其一些變化急速的城市，它們既包含多個不同族群或族裔的人口，同時社會團結性只是基於人們住在同一片地方。
新興的媒體對文化認同的傳播及產生具有一些有趣的影響。比起仔細去理解某人在某個群體裡的所作出的互動，從人們跟隨或模仿由媒體引導的社會規範的時候，即足以定義及發現他們的文化認同。因此，與其從具體的文化群體中其他學習他們的行動及知識，人們開始趨向以從媒體中學習到相關的社會規範來構建他們的文化認同。
作為一個「歷史的水塘」，文化是塑造身份認同的一個重要因素。由於「歷史的水塘」是文化的一個主要特點，很多的群體不論是有意識還是無意識，也對所理解的歷史作出不同的側重或修改，以致強化他們的文化認同，或者打造出一個具有實際地改革的先例的文化認同 。
文化認同的批評者認為文化認同的持續性力量是基於文化之間的差異，因此是對社會的分裂力量，而另一方面世界主義則能使人們獲得更良好的公民意識。然而支持者認為文化認同並不一定會分化社會，其中一個例子是：國家面對國際社會時往往會對其固有部份進行修飾，好讓與其他國際社會成員之間擁有共通點並展現一種友善的身份。同樣的道理，文化認同對於人們也提供一個交流基礎以及一種讓他人識別和理解自己的方式。。

## 相關概念
文化
- 多元文化
- 多元文化主義
- 文化多元論（英语：Cultural pluralism）
- 跨文化能力（英语：Intercultural competence）
- 文化差異
- 文化同化
- 文化互化（英语：Transculturation）
- 文化衝擊

意識形態
- 全球化
- 民族主義
- 泛民族主义
- 世界主義

政治
- 身份政治
- 離散政治
- 進步政治（英语：Progressive politics）
- 僑民政治（英语：Diaspora politics）

### 引用
1. ↑  Moha Ennaji, Multilingualism, Cultural Identity, and Education in Morocco （页面存档备份，存于）, Springer Science & Business Media, 2005, pp.19-23
2. ↑  Guerrero, Andersen and Afifi. . Thousand Oaks, CA: Sage Publication Inc. 2017: 27. 28, 29. ISBN 978-1-5063-7672-1.
3. ↑  Manufacturing Taste: TheWalrus.ca
4. ↑  James, Paul. . Interventions: International Journal of Postcolonial Studies. 2015, 17 (2): 174–195  [2019-09-24]. doi:10.1080/1369801x.2014.993332. （原始内容存档于2021-08-17）.
5. ↑  Holliday, Adrian. . Language and Intercultural Communication. May 2010, 10 (2): 177. doi:10.1080/14708470903267384-2196217058202341170 (不活跃 2019-08-20).
6. ↑  Holliday, A. . Language and Intercultural Communication. 2010, 10 (2): 165–177. doi:10.1080/14708470903267384.
7. ↑  . insanbilimleri.com.   [2012-04-07]. （原始内容存档于2014-04-29）.
8. ↑  Pratt, Nicola.  (PDF). New Political Science. 2005, 27 (1): 69–86  [2019-09-24]. doi:10.1080/07393140500030832. （原始内容存档 (PDF)于2020-10-25）.
9. ↑  Shindler, Michael. . The Apollonian Revolt. 2014  [10 April 2015]. （原始内容存档于19 April 2015）.
10. ↑  The Limits of Nationalism （页面存档备份，存于） by Chaim Gans. ISBN 978-0-521-00467-1 ISBN 0521004675
11. ↑  C Brown (2001) Understanding International Relations. Hampshire, Palgrave
12. ↑  Terrence N TiceTHE EDUCATION DIGEST, V. 64 (9), 05/1999, p. 43

### 書籍及出版物
- Gad Barzilai, Communities and Law: Politics and Cultures of Legal Identities University of Michigan Press, 2003. ISBN 978-0-472-03079-8
- Tan, S.-h. (2005). Challenging citizenship: group membership and cultural identity in a global age （页面存档备份，存于）. Aldershot, Hants, England: Ashgate. ISBN 0-7546-4367-0
- Bunschoten, R., Binet, H., & Hoshino, T. (2001). Urban flotsam: stirring the city （页面存档备份，存于） : Chora. Rotterdam: 010 Publishers. ISBN 90-6450-387-7
- Mandelbaum, M. (2000). The new European diasporas: national minorities and conflict in Eastern Europe （页面存档备份，存于）. New York: Council on Foreign Relations Press
- Houtman, G. (1999). Mental culture in Burmese crisis politics: Aung San Suu Kyi and the National League for Democracy （页面存档备份，存于）. Tokyo: Institute for the Study of Languages and Cultures of Asia and Africa, Tokyo University of Foreign Studies. (library.cornell.edu). ISBN 4-87297-748-3
- Sagasti, F. R., & Alcalde, G. (1999). Development cooperation in a fractured global order: an arduous transition （页面存档备份，存于）. Ottawa: International Development Research Centre. ISBN 0-88936-889-9
- Crahan, M. E., & Vourvoulias-Bush, A. (1997). The city and the world: New York's global future （页面存档备份，存于）. New York: Council on Foreign relations. ISBN 0-87609-208-3
- Hall, S., & Du Gay, P. (1996). Questions of cultural identity （页面存档备份，存于）. London: Sage. ISBN 0-8039-7883-9
- Cable, V. (1994). The world's new fissures （页面存档备份，存于）: identities in crisis. London: Demos. ISBN 1-898309-35-3
- Berkson, I. B. (1920).Theories of Americanization a critical study （页面存档备份，存于）, with special reference to the Jewish group. New York City: Teachers College, Columbia University.
- Mora, Necha. (2008).

### 網頁
- （英文）Sounds Familiar?大英圖書館網頁：口音和方言是一種文化身份，聽聽英國各地的不同口音和方言。